# Antonio Flores
Antonio Flores Rodríguez (13 de julho de 1923 - 16 de maio de 2001) foi um ex-futebolista mexicano que atuava como meia.

## Carreira
Antonio Flores fez parte do elenco da Seleção Mexicana de Futebol, na Copa de 1950.